# Липу
Липу́ (кит. упр. 荔浦, пиньинь Lìpǔ) — городской уезд городского округа Гуйлинь Гуанси-Чжуанского автономного района (КНР).

## История
Ещё во времена империи Хань в 111 году до н. э. был создан уезд Липу (荔浦县). В эпоху Троецарствия появились ещё уезды Юнфэн (永丰县) и Цзяньлин (建陵县). Во времена империи Тан в 823 году уезд Цзяньлин был переименован в Сюжэнь (修仁县), а уезд Юнфэн — в Фэншуй (丰水县). В эпоху Пяти династий уезд Фэншуй был переименован в Юннин (永宁县).
Во времена империи Сун в 1071 году уезды Сюжэнь и Юннин были присоединены к уезду Липу, но уже в 1078 году уезд Сюжэнь был воссоздан, а в 1086 году был воссоздан и уезд Юннин (впоследствии, однако, уезд Юннин был вновь расформирован).
В составе КНР в 1949 году был образован Специальный район Пинлэ (平乐专区) провинции Гуанси, и уезды Сюжэнь и Липу вошли в его состав. В августе 1951 года уезд Сюжэнь был присоединён к уезду Липу. В 1958 году провинция Гуанси была преобразована в Гуанси-Чжуанский автономный район; Специальный район Пинлэ был при этом расформирован, и уезд Липу перешёл в состав Специального района Гуйлинь (桂林专区). В 1971 году Специальный район Гуйлинь был переименован в Округ Гуйлинь (桂林地区).
Постановлением Госсовета КНР от 27 августа 1998 года город Гуйлинь и Округ Гуйлинь были объединены в Городской округ Гуйлинь.
17 августа 2018 года уезд Липу был преобразован в городской уезд.

## Административное деление
Городской уезд делится на 10 посёлков, 2 волости и 1 национальную волость.

## Экономика
Липу является крупнейшим в мире центром по производству и экспорту деревянных вешалок. В этом секторе занято 10 % населения города. На территории Липу насчитывается более 320 предприятий по производству вешалок, которые выпускают более 3 000 различных видов продукции. В 2020 году объём производства вешалок достиг 2 млрд юаней (308,37 млн долл. США), 80 % продукции было экспортировано в Европу, Америку, Юго-Восточную Азию и другие страны и регионы мира. Город занял 70 % от общего объёма выпуска и экспорта вешалок в стране.